# Jeroen Tel

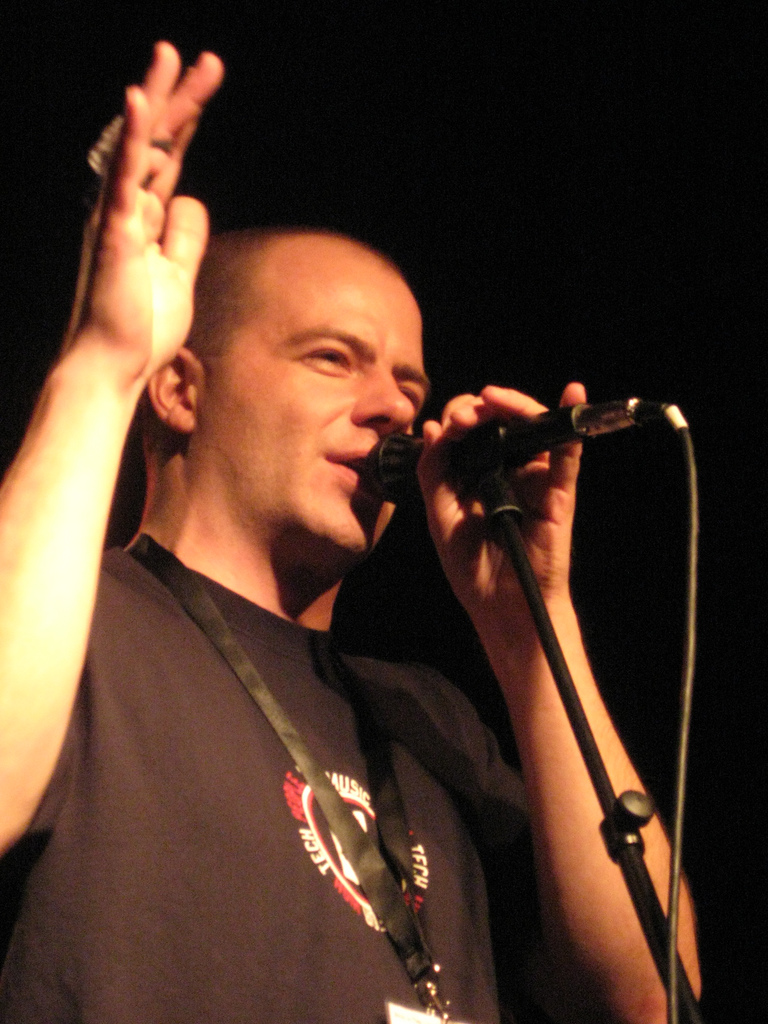
Jeroen Tel (2008)

Jeroen Godfried Tel (* 19. Mai 1972 in Amsterdam), auch WAVE, ist ein niederländischer Komponist. Er wurde in den späten 1980ern und frühen 1990ern durch Videospielmusik für den Commodore 64 bekannt. Seine bekanntesten Werke sind in Computerspielen wie Combat Crazy, Cybernoid, Cybernoid II, Dan Dare 3, Eliminator, Hawkeye, Myth: History in the Making, Nighthunter, Robocop 3, Rubicon und Supremacy zu hören.

## Maniacs of Noise
Zusammen mit Charles Deenen, welchen Tel auf einem Computertreffen in Venlo kennenlernte, gründete Tel die Band „Maniacs of Noise“, welche sich seit 1987 dem Komponieren und Entwickeln von Musik und Soundeffekten für Videospiele widmet. Neben Videospielmusik komponierte Tel auch Trackermodule für die Demoszene.

## Tel Me More
Im Sommer 2015 startete Tel auf Indiegogo ein Crowdfundingprojekt, um ein Album mit den bekanntesten seiner Musikstücke zu produzieren. Er sammelte bisher (2019) knapp 27.500 $.